# Luke Goss
Luke Goss (sinh ngày 29 tháng 9 năm 1968) là một diễn viên người Anh và từng là tay trống của ban nhạc Bros vào những năm 1980. Anh đã từng tham gia diễn xuất trong nhiều bộ phim như: Blade II (2002) trong vai Jared Nomak, One Night with the King (2006) trong vai King Xerxes, Hellboy II: The Golden Army (2008) trong vai Hoàng tử Nuada, Tekken (2009) trong vai Steve Fox, Interview with Hitman (2012) trong vai Viktor và Traffik (2018) trong vai Red.

## Đời tư
Goss sinh ra ở Lewisham, London, là con trai của bà Carol và ông Alan Goss. Năm 1994, anh kết hôn với nữ ca sĩ Shirley Lewis (người đã từng làm việc chung cùng với những ca sĩ có tên tuổi lớn như: Elton John, George Michael, Luther Vandross, và nhiều người khác), họ có một con gái, Carli. Tháng 1 năm 2007, anh và vợ Shirley chuyển hẳn đến Los Angeles, nhưng vẫn duy trì một nơi ở tại London.

## Phim đã đóng

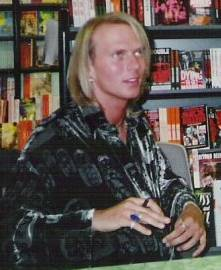
Luke Goss năm 1993

| Năm  | Phim                                          | Vai diễn                         | Ghi chú          |
| ---- | --------------------------------------------- | -------------------------------- | ---------------- |
| 2000 | The Stretch                                   | Warwick Locke                    |                  |
| 2000 | Two Days, Nine Lives                          | Saul                             |                  |
| 2002 | Blade II                                      | Jared Nomak                      |                  |
| 2002 | ZigZag                                        | Cadillac Tom                     |                  |
| 2002 | Nine-Tenths                                   | Jon Laker                        |                  |
| 2004 | Frankenstein                                  | The Creature                     | TV miniseries    |
| 2004 | Charlie                                       | Charlie Richardson               |                  |
| 2004 | Silver Hawk                                   | Alexander Wolfe                  |                  |
| 2005 | The Man                                       | Joey / Kane                      |                  |
| 2005 | Private Moments                               | Lucien                           |                  |
| 2005 | Cold & Dark                                   | John Dark                        | Direct-to-DVD    |
| 2006 | One Night with the King                       | King Xerxes                      |                  |
| 2006 | Something in the Clearing                     | Randy                            |                  |
| 2006 | Mercenary for Justice                         | John Dresham                     | Direct-to-DVD    |
| 2006 | 13 Graves                                     | Anton                            |                  |
| 2007 | Bone Dry                                      | Eddie                            | Direct-to-DVD    |
| 2007 | Shanghai Baby                                 | Mark                             |                  |
| 2007 | Unearthed                                     | Kane                             |                  |
| 2008 | Hellboy II: The Golden Army                   | Prince Nuada                     |                  |
| 2008 | Deep Winter                                   | Stephen Weaks                    | Direct-to-DVD    |
| 2009 | Fringe                                        | Lloyd Parr / Shapeshifter        | TV series        |
| 2009 | Annihilation Earth                            | David                            | TV movie         |
| 2009 | Tekken                                        | Steve Fox                        |                  |
| 2010 | Witchville                                    | Malachy                          | TV movie         |
| 2010 | The Dead Undead                               | Jack                             | Direct-to-DVD    |
| 2010 | El Dorado                                     | Col. Sam Grissom                 | Direct-to-DVD    |
| 2010 | Across the Line: The Exodus of Charlie Wright | Damon                            |                  |
| 2010 | Death Race 2                                  | Carl "Luke" Lucas / Frankenstein | Direct-to-DVD    |
| 2011 | Seven Below                                   | Issac                            | Direct-to-DVD    |
| 2011 | Pressed                                       | Brian Parker                     | Direct-to-DVD    |
| 2011 | Blood Out                                     | Michael Savion                   | Direct-to-DVD    |
| 2011 | Inside                                        | Miles Barrett                    |                  |
| 2012 | Interview with a Hitman                       | Viktor                           |                  |
| 2013 | Death Race 3: Inferno                         | Carl "Luke" Lucas / Frankenstein | Direct-to-DVD    |
| 2013 | Red Widow                                     | Luther                           | TV series        |
| 2014 | Dead Drop                                     | Michael Shaughnessy              | Direct-to-DVD    |
| 2014 | Lost Time                                     | Carter                           | Direct-to-DVD    |
| 2015 | War Pigs                                      | Captain Jack Wosick              | Direct-to-DVD    |
| 2015 | AWOL72                                        | Conrad Miller                    | Direct-to-DVD    |
| 2015 | The Night Crew                                | Wade                             | Direct-to-DVD    |
| 2015 | Operator                                      | Jeremy Miller                    | Direct-to-DVD    |
| 2016 | Killing Salazar                               | DEA Agent Tom Jensen             | Direct-to-DVD    |
| 2016 | Crossing Point                                | Decker                           |                  |
| 2017 | Mississippi Murder                            | Mavredes                         | Direct-to-DVD    |
| 2018 | Your Move                                     | David                            | Selected cinemas |
| 2018 | Extracurricular                               | Alan Gordon                      | Direct-to-DVD    |
| 2018 | Traffik                                       | Red                              | Direct-to-DVD    |
| 2018 | Bros: After The Screaming Stops               | Himself                          | Selected cinemas |
| 2019 | The Hard Way                                  | Mason                            | Netflix          |
| 2019 | The Last Boy                                  | Jay                              | Direct-to-DVD    |
| 2020 | The Loss Adjuster                             | Martin Dyer                      |                  |